# Podcerkev
Podcerkev este o localitate din comuna Loška dolina, Slovenia, cu o populație de 133 de locuitori.